# Saint-Jean-Saint-Gervais
Pour les articles homonymes, voir Saint-Jean et Saint-Gervais.
Saint-Jean-Saint-Gervais est une commune française, située dans le département du Puy-de-Dôme en région Auvergne-Rhône-Alpes.

## Géographie
Cette commune a la particularité de ne pas avoir de bourg. Autour de l'église, perchée sur un piton granitique isolé, ne se trouvent que la mairie, le cimetière, le presbytère (en ruine), l'ancienne école (maison des associations) . Tous les autres lieux habités sont dispersés par petits hameaux (liste ci-dessous).

### Localisation

#### Hameaux et lieux-dits
- Saint-Jean
- Brenat
- Chambeyras
- Lachaux
- Espessous
- Gourdine
- Lavialle
- les Menets
- le Moulin Haut
- Lapruneyre
- Farigoles
- Serlandes
- Morissanges
- le Courtial

Bitaroux, Chave, Artisone, Piava, Picarou, Lafardeyre, Bouchetel, Nérany, Chantegris, Jallat, Combevaly, Combalibot,
les Besseyres, les Rouladoux, les Mines, le Courtinal, l'Age, Plot de La Croix, les Caves, les Coutans, les Pillières, la Buge, les Menets, le Mazet, l'Archeneyre, les Tourtres, le Pacheroux, les Pieds Monts, les Chaux, Près Marie, l'Hospital, la Combetros, Gros Pommier, la Pierre, les Tracots, les Pierres Plantées, les Sagnes, Suquet de Ladray, le Suc du chien, le Suquet de Ladrau, les Besseyres, les Meuniéres, la Chaux, Ravin Chenillade, la Chaume, Champ de La Grange, les Sagnes, la Garde, les Fargeoux, le pont, la Roche, les Trémoires,
Moulin Hostier, Moulin de Gourdine, Moulin Haut, Pont des Chenaux, source La Combéte, Ruisseau de Lage, Ruisseau des Mines, Rocher Monfaucon,
| Esteil               | La Chapelle-sur-Usson    | Champagnat-le-Jeune Valz-sous-Châteauneuf |
| Jumeaux              | Saint-Jean-Saint-Gervais | Saint-Martin-d'Ollières                   |
| Vézézoux Haute-Loire | Auzon Haute-Loire        |                                           |

### Climat
Pour des articles plus généraux, voir Climat d'Auvergne-Rhône-Alpes et Climat du Puy-de-Dôme.
En 2010, le climat de la commune est de type climat des marges montargnardes, selon une étude du Centre national de la recherche scientifique s'appuyant sur une série de données couvrant la période 1971-2000. En 2020, Météo-France publie une typologie des climats de la France métropolitaine dans laquelle la commune est exposée à un climat de montagne ou de marges de montagne et est dans la région climatique  Nord-est du Massif Central, caractérisée par une pluviométrie annuelle de 800 à 1 200 mm, bien répartie dans l’année. 
Pour la période 1971-2000, la température annuelle moyenne est de 10,5 °C, avec une amplitude thermique annuelle de 16 °C. Le cumul annuel moyen de précipitations est de 700 mm, avec 8,1 jours de précipitations en janvier et 6,6 jours en juillet. Pour la période 1991-2020, la température moyenne annuelle observée sur la station météorologique de Météo-France la plus proche, « Fontannes », sur la commune de Fontannes à 14 km à vol d'oiseau, est de 11,4 °C et le cumul annuel moyen de précipitations est de 611,9 mm,. Pour l'avenir, les paramètres climatiques de la commune estimés pour 2050 selon différents scénarios d'émission de gaz à effet de serre sont consultables sur un site dédié publié par Météo-France en novembre 2022.

## Urbanisme

### Typologie
Au 1er janvier 2024, Saint-Jean-Saint-Gervais est catégorisée commune rurale à habitat très dispersé, selon la nouvelle grille communale de densité à sept niveaux définie par l'Insee en 2022.
Elle est située hors unité urbaine. Par ailleurs la commune fait partie de l'aire d'attraction de Brioude, dont elle est une commune de la couronne,. Cette aire, qui regroupe 39 communes, est catégorisée dans les aires de moins de 50 000 habitants,.

### Occupation des sols
L'occupation des sols de la commune, telle qu'elle ressort de la base de données européenne d’occupation biophysique des sols Corine Land Cover (CLC), est marquée par l'importance des forêts et milieux semi-naturels (78,7 % en 2018), une proportion identique à celle de 1990 (78,7 %). La répartition détaillée en 2018 est la suivante : 
forêts (73,9 %), prairies (17,4 %), milieux à végétation arbustive et/ou herbacée (4,8 %), terres arables (3,9 %). L'évolution de l’occupation des sols de la commune et de ses infrastructures peut être observée sur les différentes représentations cartographiques du territoire : la carte de Cassini (XVIIIe siècle), la carte d'état-major (1820-1866) et les cartes ou photos aériennes de l'IGN pour la période actuelle (1950 à aujourd'hui).

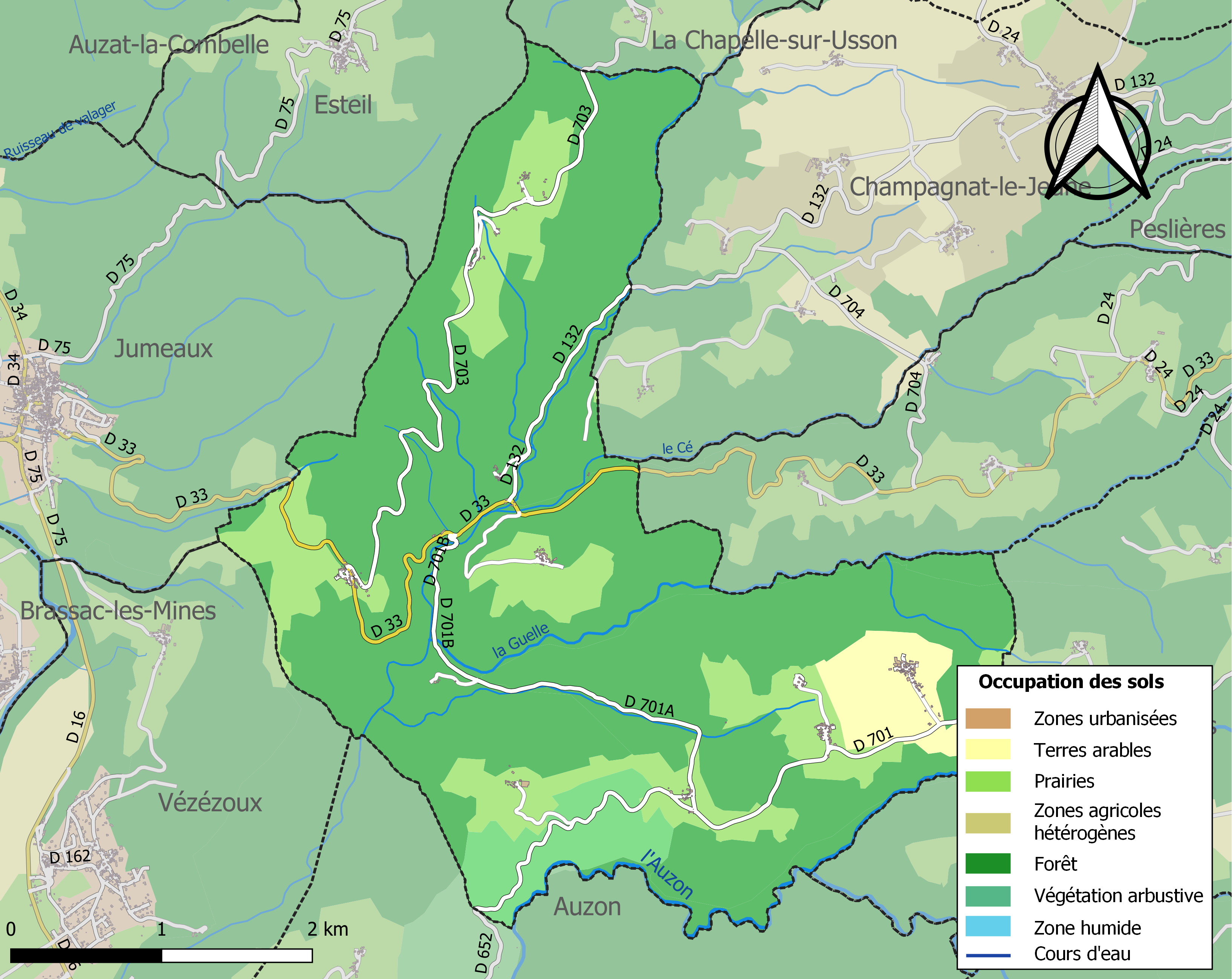
Carte des infrastructures et de l'occupation des sols de la commune en 2018 (CLC).

## Histoire
À l'époque mérovingienne le lieu semble fortifié et abriter un groupe baptismal.
Elle devait être organisée avec plusieurs sanctuaires dispersés autour de son territoire (cf. Lieux et monuments).
Au cours de la période révolutionnaire de la Convention nationale (1792-1795), la commune a porté le nom de Goulache.

## Politique et administration
Les élections municipales de 2014 se sont tenues au scrutin majoritaire, sur deux tours, un siège manquant au premier tour. Le taux de participation est de 88,89 % au premier tour et de 63,25 % au second tour.
| Période        | Période                       | Identité                             | Étiquette | Qualité                                               |
| -------------- | ----------------------------- | ------------------------------------ | --------- | ----------------------------------------------------- |
| 1793           | septembre 1796                | Antoine Courtines (vers 1753-1830)   |           |                                                       |
| septembre 1796 | mars 1797                     | Vital Gimel                          |           | Membre du conseil général de Saint-Jean-Saint-Gervais |
| mars 1797      | avril 1813                    | Claude Gimel l'Aîné (1745-1834)      |           | Agent municipal puis maire. Fils du précédent         |
| mai 1813       | septembre 1815                | Guillaume Faye (1771-1832)           |           |                                                       |
| octobre 1815   | juin 1821                     | Germain Faydit (1757-1845)           |           |                                                       |
| juin 1821      | septembre 1829                | Claude Gimel le Jeune (1763-1829)    |           | Fils de Vital, et frère de Claude l'Aîné              |
| octobre 1829   | mars 1849                     | Vincent Antoine Poisson (1796-1876)  |           | Adjoint, puis maire                                   |
| avril 1849     | août 1861                     | Jean Faye                            |           |                                                       |
| septembre 1861 | octobre 1861                  | Noël Sauzet                          |           | adjoint au maire                                      |
| novembre 1861  | juillet 1870                  | Claude Toussaint Badarel (1830-1903) |           |                                                       |
| août 1870      | février 1871                  | Jean Faye                            |           |                                                       |
| mars 1871      | janvier 1881                  | Claude Toussaint Badarel (1830-1903) |           |                                                       |
| février 1881   | février 1899                  | Jean Libeyre (1845-1911)             |           |                                                       |
| mars 1899      | mai 1899                      | Emile Curabet (1863-?)               |           | adjoint au maire                                      |
| juin 1899      | janvier 1908                  | Victorin Badarel (1862-1937)         |           | Neveu de Claude Toussaint                             |
| février 1908   | après 1912                    | Alexis Jamais                        |           |                                                       |
| mars 2001      | mars 2008                     | Roger Faure                          |           |                                                       |
| mars 2008      | ?                             | Sylvie Jolivet,                      |           | Journaliste                                           |
| ?              | En cours (au 15 octobre 2021) | Philippe Boistard                    |           | Retraité                                              |

## Population et société

### Démographie
L'évolution du nombre d'habitants est connue à travers les recensements de la population effectués dans la commune depuis 1793. Pour les communes de moins de 10 000 habitants, une enquête de recensement portant sur toute la population est réalisée tous les cinq ans, les populations de référence des années intermédiaires étant quant à elles estimées par interpolation ou extrapolation. Pour la commune, le premier recensement exhaustif entrant dans le cadre du nouveau dispositif a été réalisé en 2004.

En 2022, la commune comptait 127 habitants, en évolution de +2,42 % par rapport à 2016 (Puy-de-Dôme : +2,1 %, France hors Mayotte : +2,11 %).
| 1793 | 1800 | 1806 | 1821 | 1831  | 1836 | 1841 | 1846 | 1851 |
| ---- | ---- | ---- | ---- | ----- | ---- | ---- | ---- | ---- |
| 573  | 404  | 618  | 731  | 1 163 | 633  | 627  | 617  | 587  |

| 1856 | 1861 | 1866 | 1872 | 1876 | 1881 | 1886 | 1891 | 1896 |
| ---- | ---- | ---- | ---- | ---- | ---- | ---- | ---- | ---- |
| 590  | 572  | 557  | 545  | 561  | 553  | 546  | 533  | 526  |

| 1901 | 1906 | 1911 | 1921 | 1926 | 1931 | 1936 | 1946 | 1954 |
| ---- | ---- | ---- | ---- | ---- | ---- | ---- | ---- | ---- |
| 513  | 507  | 475  | 363  | 315  | 271  | 298  | 248  | 233  |

| 1962 | 1968 | 1975 | 1982 | 1990 | 1999 | 2004 | 2006 | 2009 |
| ---- | ---- | ---- | ---- | ---- | ---- | ---- | ---- | ---- |
| 197  | 160  | 137  | 119  | 95   | 106  | 93   | 90   | 103  |

| 2014 | 2019 | 2022 | - | - | - | - | - | - |
| ---- | ---- | ---- | - | - | - | - | - | - |
| 121  | 123  | 127  | - | - | - | - | - | - |

## Culture locale et patrimoine

### Lieux et monuments
- Baptistère Saint-Jean-Baptiste et basilique Saint-Gervais.
- Église Saint-Pierre.

Le sanctuaire actuel est fondé sur une base antérieur au XIIe siècle, avec des corniches à modillons et une nef romane à voûtement en plein cintre. Il fut entièrement remanié au XVe ou XVIe siècle. Le clocher fut reconstruit en 2008.
Cette église classée a la particularité à l'instar de l'église d'Auzon ou de la basilique de Brioude de posséder un porche ganivelle qui est une particularité architecturale de la région.